# Lone Rock (Washington)
Pour les articles homonymes, voir Lone Rock.
Lone Rock est une unincorporated area du comté de Kitsap, dans l'État de Washington, aux États-Unis.
Située au bord du canal Hood, elle tire son nom d'un bloc erratique situé à proximité.